# پینتلالا (آلاباما)
پینتلالا (به انگلیسی: Pintlala) یک منطقهٔ مسکونی در ایالات متحده آمریکا است که در آلاباما واقع شده‌است. پینتلالا ۷۷٫۱۲ متر بالاتر از سطح دریا قرار دارد.